# كاستيلأولي
بلدية كاستيلأولي (بالكاتالانية: Castellolí) هي إحدى بلديات مقاطعة برشلونة، والتي تقع في منطقة كاتالونيا، شرق إسبانيا.
يبلغ عدد سكانها 468 نسمة وفقاً لإحصائية سنة (2007).